# Динхард
Динхард (нем. Dinhard) — коммуна в Швейцарии, в кантоне Цюрих.
Входит в состав округа Винтертур. Население составляет 1382 человека (на 31 декабря 2007 года). Официальный код — 0216.